# Музей на стъклото
Музеят на стъклото се намира в град Белослав на брега на Белославското езеро. Част е от фабриката за стъкло „Инхом“, която е и първото предприятие за производство на стъкло в България, открито през 1893 г.
Белослав има дългогодишни традиции в производството и обработката на стъкло, а музеят се стреми да запази и доразвие традиционните методи, използвани в производството на белославско стъкло. Музеят предлага демонстрация, по време на която се изработват ръчно духани изделия.  Южен пристан на градски ферибот. От Варна до  музея  се стига с автобус Варна - Разделна, с автобус 14 за Девня,  с влак. Тогава се ползва ферибота, свързващ двата бряга на езерото. Към музея в град Варна е създадена галерия „Инхом арт глас“ в близост до Делфинариума, където могат да се закупят стъкларски изделия от белославските майстори.